# Długie Jezioro (powiat włocławski)
Długie Jezioro – jezioro położone na Pojezierzu Kujawskim, w województwie kujawsko-pomorskim, powiecie włocławskim, w gminie Izbica Kujawska.

## Charakterystyka
Jezioro polodowcowe, rynnowe, położone w rejonie wsi Długie, Gaj oraz Psary. Wraz z Jeziorem Modzerowskim tworzą połączone jezioro Modzerowskie-Długie. Długość jeziora wynosi ponad 5 km. Brzegi jeziora częściowo zalesione.
Jezioro znajduje się pod zarządem Państwowego Gospodarstwa Rybackiego z siedzibą w Szpetalu Górnym koło Włocławka.